# Rebigue
Rebigue település Franciaországban, Haute-Garonne megyében. Lakosainak száma 493 fő (2022. január 1.). Rebigue Mervilla, Aureville, Castanet-Tolosan, Corronsac és Pompertuzat községekkel határos.

## Népesség
A település népessége az elmúlt években az alábbi módon változott:
| Lakosok száma | 118  | 317  | 355  | 499  | 499  | 499  | 478  | 472  | 475  | 493  |
|               | 1968 | 1982 | 1990 | 2006 | 2013 | 2015 | 2017 | 2019 | 2020 | 2022 |